# Валенте, Нуну
Ну́ну Жо́рже Пере́йра да Си́лва Вале́нте (порт. Nuno Jorge Pereira Da Silva Valente; [ˈnunu vɐˈlẽt(ɨ)]; род. 12 сентября 1974, Лиссабон) — португальский футболист, выступавший на позиции полузащитника, финалист чемпионата Европы 2004.

## Биография
Валенте начал свою карьеру в португальском клубе второго дивизиона «Портимоненсе», после двух сезонов в низшем подразделении, на него обратил внимание скаут лиссабонского «Спортинга», к которому он, впоследствии, присоединился. Валенте не часто играл за команду, хотя и выиграл кубок Португалии 1995, и в сезоне 1996-97 был отдан в аренду «Маритиму». Затем провёл ещё сезон в «Спортинге».
Жозе Моуриньо разглядел в игроке потенциал и пригласил в «Униао Лейрия», клуб, который он тренировал. Затем Моуриньо возглавил «Порту», и первыми покупками Жозе стали игроки «Лейрии» Валенте и нападающий Дерлей. Валенте оправдал доверие тренера, «Порту» с ним выиграл чемпионат Португалии и кубок УЕФА, а в следующем сезоне выиграл Лигу Чемпионов и снова чемпионат Португалии.
После отъезда Моуриньо в «Челси», Валенте получил несколько травм, за сезон отыграв лишь 8 игр. Он возвращается к четвертьфиналу Лиги Чемпионов против миланского «Интера», но это не спасает, «Порту» проигрывает 2:4. После плохого сезона, президент «Порту» Хорхе Нуньо Пинту да Коста поставил Валенте ультиматум, либо «Порту», либо сборная (именно там Валенте часто травмировался). Валенте выбрал национальную команду и перешёл, по рекомендации Моуриньо, в «Эвертон» в конце августа 2006 года, где серьёзную травму получил левый полузащитник Алессандро Пистоне.
Валенте потребовалось время, чтобы приспособиться к игре в Премьер-Лиге, но вскоре он стал твёрдым игроком основы клуба. Хотя ему приходилось испытывать жесточайшую конкуренцию с шотландцем Гэри Нейсмитом, которую британец проиграл. В феврале 2007 года Валенте продлил на год контракт с «Эвертоном», а в мае 2008 года продлил его до 2009. В июне 2009 года главный тренер «Эвертона» Дэвид Мойес заявил, что больше не нуждается в услугах Валенте и посоветовал ему искать новую команду.
В сборной Валенте присутствовал на ЧЕ-2004, когда Португалия остановилась в шаге от вершины. В 2006 он был твёрдым игроком основы португальцев на чемпионате мира, где те дошли до полуфинала. Так же Валенте был в расширенном списке игроков, которые готовились к чемпионату Европы 2008, но на сам турнир не попал.